# Nemzet megváltása székesegyház
A Nemzet megváltása székesegyház (románul: Catedrala Mântuirii Neamului), dedikációi szerint Urunk mennybemenetele és András apostol katedrális a román ortodox egyház épülő székesegyháza Bukarestben. A mindenkori román pátriárka széktemploma, egyúttal átadásakor az egyik legnagyobb ortodox templom a világon. A város központjában, a Spirea-dombon áll, a parlament palotája szomszédságában.

## Története
Egy reprezentatív, nemzeti szimbólumként szolgáló székesegyház felépítésének igénye már a román függetlenséget elhozó 1877–1878-as háború után felmerült. Egy 2014-es ortodox közlemény szerint eredetileg Mihai Eminescutól és Ioan Slavicitól származott a katedrális felépítésének ötlete, azonban egyes szakértők ezt határozottan cáfolják, azt állítva, hogy az ortodox egyház csak propagandaként használja Eminescu nevét, hogy minél nagyobb támogatást szerezzen.
A székesegyházat eredetileg egy emlékműként tervezték a felszabadítási és egyesítési harcokban elesett román katonák – vagyis a román nemzet megmentői, „megváltói” – tiszteletére. Ebből a szempontból ez az első reprezentatív emlékmű, mely előtérbe helyezi a román hősök áldozatának vallásos dimenzióját.
1882-ben I. Károly román király a törvényhozás elé terjesztette a tervet, és ötmillió lejt (az ország költségvetésének 4%-át) utaltatott ki az egyháznak. Magánszemélyek is támogatták a templomépítést, azonban a mérnökök és építészek nem tudtak megegyezni a katedrális helyszínéről és kinézetéről, így az építkezést nem kezdték el, a pénzt pedig végül az állam más célokra használta fel. Az első világháború miatt a tervek egy időre leálltak. 1925-ben Miron Cristea, a román ortodox egyház első pátriárkája kihallgatást kért Ferdinánd királytól, a miniszterelnök pedig hárommillió lejt utalt ki az egyháznak. 1929-ben a bukaresti Bibescu teret (a jelenlegi Unirii teret) jelölték ki helyszínként, és fel is szentelték, a gazdasági világválság és a második világháború miatt azonban nem kezdték el a munkálatokat, az azt követő kommunista uralom alatt pedig szó sem lehetett templomépítésről.
Az 1989-es rendszerváltás után ismét szóba került a katedrális. A tervezett helyszín továbbra is az Unirii tér volt, ismét felszentelték, és 1999-ben még II. János Pál pápa is megáldotta a helyet, azonban végül a városháza nem adott építési engedélyt (egy ekkora súlyú épület veszélyt jelentett volna a tér alatt húzódó metróállomásokra és csatornákra). 2001-ben az Unirii és Nerva Traian sugárutak kereszteződésénél levő telket jelölték ki (ezt az egyház visszautasította), 2003-ban pedig az I. Károly parkot (itt a lakosság tiltakozása akadályozta meg az építést). 2005-ben kormányrendelettel bocsátották az egyház rendelkezésére a parlamenthez tartozó, annak épülete mögötti telket, ahol 2007-ben helyezték el az alapkövet, az építkezés pedig 2010 végén kezdődött meg.
A székesegyházat 2018. november 25-én szentelte fel Bartholomaiosz (Bertalan) konstantinápolyi pátriárka és Dániel román pátriárka. Ugyan a székesegyház eddigre csak 95%-ban készült el, az átadást Nagy-Románia létrejöttének centenáriumára, a gyulafehérvári nagygyűlés 100. évfordulójára időzítették.
A költségek az átadásig mintegy 110 millió euróra rúgtak; ennek 25%-a adományokból, a többi állami és önkormányzati támogatásból származott.

## Leírása
A 11 hektáros telken épült katedrális bruttó alapterülete 13 668,5 m2, hossza 126,1 méter, szélessége 67,7 m, magassága 120 m (keresztek nélkül).
Harangjai az innsbrucki Grassmayr öntődében készültek.Nagyharangja,amelynek alaphangja C0 (DO#0), tömege pedig 25 190 kg, az ország legnagyobb harangja, és a világ legnagyobb szabadon lengő harangja.[forrás?]

## Kritikák
A leggyakoribb kritika a monumentális épületegyüttesre költött pénzt érinti, megjegyezvén, hogy ennyiből iskolákat és kórházakat lehetett volna építeni, esetleg történelmi jelentőségű műemlék-templomokat felújítani. A katedrálist támogatók ezekre általában azt válaszolják, hogy a székesegyház kiemelt fontosságú a keresztények számára, a román nemzeti egység szimbóluma, és az oktatást, gyógyítást nemcsak iskolákban és kórházakban, hanem a templomban is végzik. A beleáldozott 110 millió pedig viszonylag nem sok, tekintve hogy például egy kilométernyi autópálya építése 18–20 millió euróba kerül.